# Grammy Awards 2016
Am 15. Februar 2016 wurde zum 58. Mal der wichtigste US-amerikanische Musikpreis, der Grammy, vergeben. Traditionell fand die Verleihung der Grammy Awards 2016 im Staples Center von Los Angeles statt. Mit der Auszeichnung werden Musiker, Liedautoren und weitere erfolgreiche Akteure im Musikgeschäft ausgezeichnet. Grundlage waren Veröffentlichungen zwischen dem 1. Oktober 2014 und dem 30. September 2015. Die Nominierungen wurden am 6. Dezember 2015 bekanntgegeben.

## Hauptkategorien
Single des Jahres (Record of the Year):
- Uptown Funk von Mark Ronson featuring Bruno Mars
- nominiert waren außerdem:
  - Really Love von D’Angelo and the Vanguard
  - Thinking Out Loud von Ed Sheeran
  - Blank Space von Taylor Swift
  - Can’t Feel My Face von The Weeknd

Album des Jahres (Album of the Year):
- 1989 von Taylor Swift
- nominiert waren außerdem
  - Sound & Color von den Alabama Shakes
  - To Pimp a Butterfly von Kendrick Lamar
  - Traveller von Chris Stapleton
  - Beauty Behind the Madness von The Weeknd

Song des Jahres (Song of the Year):
- Thinking Out Loud von Ed Sheeran (Autoren: Ed Sheeran, Amy Wadge)
- nominiert waren außerdem:
  - Alright von Kendrick Lamar (Autoren: Kendrick Duckworth, Mark Anthony Spears, Pharrell Williams)
  - Blank Space von Taylor Swift (Autoren: Max Martin, Shellback, Taylor Swift)
  - Girl Crush von Little Big Town (Autoren: Hillary Lindsey, Lori McKenna, Liz Rose)
  - See You Again von Wiz Khalifa featuring Charlie Puth (Autoren: Andrew Cedar, Justin Franks, Charles Puth, Cameron Thomaz)

Bester neuer Künstler (Best New Artist):
- Meghan Trainor
- nominiert waren außerdem:
  - Courtney Barnett
  - James Bay
  - Sam Hunt
  - Tori Kelly

## Pop
Beste Pop-Solodarbietung (Best Pop Solo Performance):
- Thinking Out Loud von Ed Sheeran
- nominiert waren außerdem:
  - Heartbeat Song von Kelly Clarkson
  - Love Me like You Do von Ellie Goulding
  - Blank Space von Taylor Swift
  - Can’t Feel My Face von The Weeknd

Beste Popdarbietung eines Duos / einer Gruppe (Best Pop Duo or Group Performance):
- Uptown Funk von Mark Ronson featuring Bruno Mars
- nominiert waren außerdem:
  - Ship to Wreck von Florence + the Machine
  - Sugar von Maroon 5
  - Bad Blood von Taylor Swift featuring Kendrick Lamar
  - See You Again von Wiz Khalifa featuring Charlie Puth

Bestes Gesangsalbum – Traditioneller Pop (Best Traditional Pop Vocal Album):
- The Silver Lining: The Songs of Jerome Kern von Tony Bennett & Bill Charlap
- nominiert waren außerdem:
  - Shadows in the Night von Bob Dylan
  - Stages von Josh Groban
  - No One Ever Tells You von Seth MacFarlane
  - My Dream Duets von Barry Manilow und anderen

Bestes Gesangsalbum – Pop (Best Pop Vocal Album):
- 1989 von Taylor Swift
- nominiert waren außerdem:
  - Piece by Piece von Kelly Clarkson
  - How Big, How Blue, How Beautiful von Florence + the Machine
  - Uptown Special von Mark Ronson
  - Before This World von James Taylor

## Dance / Electronica
Beste Dance-Aufnahme (Best Dance Recording):
- Where Are Ü Now von Skrillex and Diplo with Justin Bieber
- nominiert waren außerdem:
  - We’re All We Need von Above & Beyond featuring Zoë Johnston
  - Go von den Chemical Brothers
  - Never Catch Me von Flying Lotus featuring Kendrick Lamar
  - Runaway (U & I) von Galantis

Bestes Dance-/Electronica-Album (Best Dance/Electronica Album):
- Skrillex and Diplo Present Jack Ü von Skrillex and Diplo
- nominiert waren außerdem:
  - Our Love von Caribou
  - Born in the Echoes von den Chemical Brothers
  - Caracal von Disclosure
  - In Colour von Jamie xx

## Zeitgenössische Instrumentalmusik
Bestes zeitgenössisches Instrumentalalbum (Best Contemporary Instrumental Album):
- Sylva von Snarky Puppy & Metropole Orkest
- nominiert waren außerdem:
  - Guitar in the Space Age! von Bill Frisell
  - Love Language von Wouter Kellerman
  - Afrodeezia von Marcus Miller
  - The Gospel According to Jazz, Chapter IV von Kirk Whalum

## Rock
Beste Rock-Darbietung (Best Rock Performance):
- Don’t Wanna Fight von den Alabama Shakes
- nominiert waren außerdem:
  - What Kind of Man von Florence + the Machine
  - Something from Nothing von den Foo Fighters
  - Ex’s & Oh’s von Elle King
  - Moaning Lisa Smile von Wolf Alice

Beste Metal-Darbietung (Best Metal Performance):
- Cirice von Ghost
- nominiert waren außerdem:
  - Identity von August Burns Red
  - 512 von Lamb of God
  - Thank You von Sevendust
  - Custer von Slipknot

Bester Rocksong (Best Rock Song):
- Don’t Wanna Fight von Alabama Shakes (Autoren: Brittany Howard, Zac Cockrell, Heath Fogg, Steve Johnson, Ben Tanner)
- nominiert waren außerdem:
  - Ex’s & Oh’s von Elle King (Autoren: Dave Bassett, Elle King)
  - Hold Back the River von James Bay (Autoren: Iain Archer, James Bay)
  - Lydia von Highly Suspect (Autoren: Richard Meyer, Ryan Meyer, Johnny Stevens)
  - What Kind of Man von Florence + the Machine (Autoren: John Hill, Tom Hull, Florence Welch)

Bestes Rock-Album (Best Rock Album):
- Drones von Muse
- nominiert waren außerdem:
  - Chaos and the Calm von James Bay
  - Kintsugi von Death Cab for Cutie
  - Mister Asylum von Highly Suspect
  - 5: The Gray Chapter von Slipknot

## Alternative
Bestes Alternative-Album (Best Alternative Music Album):
- Sound & Color von den Alabama Shakes
- nominiert waren außerdem:
  - Vulnicura von Björk
  - The Waterfall von My Morning Jacket
  - Currents von Tame Impala
  - Star Wars von Wilco

## Rhythm & Blues
Beste R&B-Darbietung (Best R&B Performance):
- Earned It (Fifty Shades of Grey) von The Weeknd
- nominiert waren außerdem:
  - If I Don’t Have You von Tamar Braxton
  - Rise Up von Andra Day
  - Breathing Underwater von Hiatus Kaiyote
  - Planes von Jeremih featuring J. Cole

Beste Darbietung – Traditioneller R&B (Best Traditional R&B Performance):
- Little Ghetto Boy von Lalah Hathaway
- nominiert waren außerdem:
  - He Is von Faith Evans
  - Let It Burn vom Jazmine Sullivan
  - Shame von Tyrese
  - My Favorite Part of You von Charlie Wilson

Bester R&B-Song (Best R&B Song):
- Really Love von D’Angelo and the Vanguard (Autoren: D’Angelo, Kendra Foster)
- nominiert waren außerdem:
  - Coffee von Miguel (Autoren: Brook Davis, Miguel Pimentel)
  - Earned It (Fifty Shades of Grey) von The Weeknd (Autoren: Ahmad Balshe, Stephan Moccio, Jason Quenneville, Abel Tesfaye)
  - Let It Burn von Jazmine Sullivan (Autoren: Kenny B. Edmonds, Jazmine Sullivan, Dwane M. Weir II)
  - Shame von Tyrese (Autoren: Warryn Campbell, Tyrese Gibson, DJ Rogers Jr.)

Bestes Urban-Contemporary-Album (Best Urban Contemporary Album):
- Beauty Behind the Madness von The Weeknd
- nominiert waren außerdem:
  - Ego Death von The Internet
  - You Should Be Here von Kehlani
  - Blood von Lianne La Havas
  - Wildheart von Miguel

Bestes R&B-Album (Best R&B Album):
- Black Messiah von D’Angelo and the Vanguard
- nominiert waren außerdem:
  - Coming Home von Leon Bridges
  - Cheers to the Fall von Andra Day
  - Reality Show von Jazmine Sullivan
  - Forever Charlie von Charlie Wilson

## Rap
Beste Rap-Darbietung (Best Rap Performance):
- Alright von Kendrick Lamar
- nominiert waren außerdem:
  - Apparently von J. Cole
  - Back to Back von Drake
  - Trap Queen von Fetty Wap
  - Truffle Butter von Nicki Minaj featuring Drake & Lil Wayne

Beste Zusammenarbeit – Rap/Gesang (Best Rap/Sung Collaboration):
- These Walls von Kendrick Lamar featuring Bilal, Anna Wise & Thundercat
- nominiert waren außerdem:
  - One Man Can Change the World von Big Sean featuring Kanye West & John Legend
  - Glory von Common & John Legend
  - Classic Man von Jidenna featuring Roman GianArthur
  - Only von Nicki Minaj featuring Drake, Lil Wayne & Chris Brown

Bester Rap-Song (Best Rap Song):
- Alright von Kendrick Lamar (Autoren: Kendrick Duckworth, Mark Anthony Spears, Pharrell Williams)
- nominiert waren außerdem:
  - All Day von Kanye West featuring Theophilus London, Allan Kingdom & Paul McCartney (Autoren: Ernest Brown, Tyler Bryant, Sean Combs, Mike Dean, Rennard East, Noah Goldstein, Malik Yusef Jones, Karim Kharbouch, Allan Kyariga, Kendrick Lamar, Paul McCartney, Victor Mensah, Charles Njapa, Che Pope, Patrick Reynolds, Allen Ritter, Kanye West, Mario Winans, Cydel Young)
  - Energy von Drake (Autoren: Richard Dorfmeister, Aubrey Graham, Markus Kienzl, Matthew O’Brien, Matthew Samuels, Phillip Thomas)
  - Glory von Common & John Legend (Autoren: Lonnie Lynn, Che Smith, John Stephens)
  - Trap Queen von Fetty Wap (Autoren: Tony Fadd, Willie J. Maxwell)

Bestes Rap-Album (Best Rap Album):
- To Pimp a Butterfly von Kendrick Lamar
- nominiert waren außerdem:
  - 2014 Forest Hills Drive von J. Cole
  - Compton von Dr. Dre
  - If You’re Reading This It’s Too Late von Drake
  - The Pinkprint von Nicki Minaj

## Country
Beste Country-Solodarbietung (Best Country Solo Performance):
- Traveller von Chris Stapleton
- nominiert waren außerdem:
  - Burning House von Cam
  - Little Toy Guns von Carrie Underwood
  - John Cougar, John Deere, John 3:16 von Keith Urban
  - Chances Are von Lee Ann Womack

Beste Countrydarbietung eines Duos oder einer Gruppe (Best Country Duo or Group Performance):
- Girl Crush von Little Big Town
- nominiert waren außerdem:
  - Stay a Little Longer von den Brothers Osborne
  - If I Needed You von Joey + Rory
  - The Driver von Charles Kelley, Dierks Bentley & Eric Paslay
  - Lonely Tonight von Blake Shelton featuring Ashley Monroe

Bester Countrysong (Best Country Song):
- Girl Crush von Little Big Town (Autoren: Hillary Lindsey, Lori McKenna, Liz Rose)
- nominiert waren außerdem:
  - Chances Are von Lee Ann Womack (Autoren: Hayes Carll)
  - Diamond Rings and Old Barstools von Tim McGraw (Autoren: Barry Dean, Luke Laird, Jonathan Singleton)
  - Hold My Hand von Brandy Clark (Autoren: Brandy Clark, Mark Stephen Jones)
  - Traveller von Chris Stapleton (Autor: Chris Stapleton)

Bestes Countryalbum (Best Country Album):
- Traveller von Chris Stapleton
- nominiert waren außerdem:
  - Montevallo von Sam Hunt
  - Pain Killer von Little Big Town
  - The Blade von Ashley Monroe
  - Pageant Material von Kacey Musgraves

## New Age
Bestes New-Age-Album (Best New Age Album):
- Grace von Paul Avgerinos
- nominiert waren außerdem:
  - Bhakti Without Borders von Madi Das
  - Voyager von Catherine Duc
  - Love von Peter Kater
  - Asia Beauty von Ron Korb

## Jazz
Beste Solo-Jazzimprovisation (Best Improvised Jazz Solo):
- Cherokee von Christian McBride (Christian McBride Trio)
- nominiert waren außerdem:
  - Giant Steps von Joey Alexander
  - Arbiters of Evolution von Donny McCaslin (Maria Schneider Orchestra)
  - Friend or Foe von Joshua Redman (The Bad Plus mit Joshua Redman)
  - Past Present von John Scofield

Bestes Jazz-Gesangsalbum (Best Jazz Vocal Album):
- For One to Love von Cécile McLorin Salvant
- nominiert waren außerdem:
  - Many a New Day: Karrin Allyson Sings Rodgers & Hammerstein von Karrin Allyson
  - Find a Heart von Denise Donatelli
  - Flirting with Disaster von Lorraine Feather
  - Jamison von Jamison Ross

Bestes Jazz-Instrumentalalbum (Best Jazz Instrumental Album):
- Past Present von John Scofield
- nominiert waren außerdem:
  - My Favorite Things von Joey Alexander
  - Breathless von Terence Blanchard featuring the E-Collective
  - Covered: The Robert Glasper Trio Recorded Live at Capitol Studios von Robert Glasper
  - Beautiful Life von Jimmy Greene

Bestes Album eines Jazz-Großensembles (Best Large Jazz Ensemble Album):
- The Thompson Fields vom Maria Schneider Orchestra
- nominiert waren außerdem:
  - Lines of Color vom Gil Evans Project
  - Köln von Marshall Gilkes und der WDR Big Band
  - Cuba: The Conversation Continues von Arturo O’Farrill & the Afro Latin Jazz Orchestra
  - Home Suite Home von Patrick Williams

Bestes Latin-Jazz-Album (Best Latin Jazz Album):
- Made in Brazil von Eliane Elias
- nominiert waren außerdem:
  - Impromptu von den Rodriguez Brothers
  - Suite Caminos von Gonzalo Rubalcaba
  - Intercambio vom Wayne Wallace Latin Jazz Quintet
  - Identities Are Changeable von Miguel Zenón

## Gospel / Christliche Popmusik
Beste Darbietung / bester Song Gospel (Best Gospel Performance / Song):
- Wanna Be Happy? von Kirk Franklin (Autor: Kirk Franklin)
- nominiert waren außerdem:
  - Worth (live) von Anthony Brown & Group Therapy (Autor: Anthony Brown)
  - Intentional von Travis Greene (Autor: Travis Greene)
  - How Awesome Is Our God (live) von Israel & New Breed featuring Yolanda Adams (Autoren: Neville Diedericks, Israel Houghton, Meleasa Houghton)
  - Worth Fighting For (live) von Brian Courtney Wilson (Autoren: Aaron Lindsey, Brian Courtney Wilson)

Bester Darbietung / bester Song der christlichen Popmusik (Best Contemporary Christian Music Performance / Song):
- Holy Spirit von Francesca Battistelli
- nominiert waren außerdem:
  - Lift Your Head Weary Sinner (Chains) von Crowder (Autoren: Ed Cash, David Crowder, Seth Philpott)
  - Because He Lives (Amen) von Matt Maher
  - Soul On Fire von Third Day featuring All Sons & Daughters (Autoren: Tai Anderson, Brenton Brwon, David Carr, Mark Lee, Matt Maher, Mac Powell)
  - Feel It von Tobymac featuring Mr. Talkbox (Autoren: Cary Barlowe, David Arthur Barcia, Toby McKeehan)

Bestes Gospel-Album (Best Gospel Album):
- Covered: Alive in Asia (live) von Israel & Newbreed
- nominiert waren außerdem:
  - Destined to Win (live) von Karen Clark Sheard
  - Living It von Dorinda Clark-Cole
  - One Place Live von Tasha Cobbs
  - Life Music: Stage Two von Jonathan McReynolds

Bestes Album der christlichen Popmusik (Best Contemporary Christian Music Album):
- This Is Not a Test von Tobymac
- nominiert waren außerdem:
  - Whatever the Road von Jason Crabb
  - How Can It Be von Lauren Daigle
  - Saints and Sinners von Matt Maher
  - Love Ran Red von Chris Tomlin

Bestes Roots-Gospel-Album (Best Roots Gospel Album):
- Still Rockin’ My Soul von den Fairfield Four
- nominiert waren außerdem:
  - Pray Now von Karen Peck and New River
  - Directions Home (Songs We Love, Songs You Know) von Point of Grace

## Latin
Bestes Latin-Pop-Album (Best Latin Pop Album):
- A quien quiera escuchar (Deluxe Edition) von Ricky Martin
- nominiert waren außerdem:
  - Terral von Pablo Alborán
  - Healer von Alex Cuba
  - Sirope von Alejandro Sanz
  - Algo sucede von Julieta Venegas

Bestes Latin-Rock-, Urban- oder Alternative-Album (Best Latin Rock, Urban or Alternative Album):
- Hasta la raíz von Natalia Lafourcade
- Dale von Pitbull
- nominiert waren außerdem:
  - Amanecer von Bomba Estero
  - Mondongo von La Cuneta Son Machín
  - Caja de música von Monsieur Periné

Bestes Album mit regionaler mexikanischer Musik einschließlich Tejano (Best Regional Mexican Music Album - Including Tejano):
- Realidades – Deluxe Edition von Los Tigres del Norte
- nominiert waren außerdem:
  - Mi vidio mas grande von Banda el recodo de Don Cruz Lizárraga
  - Ya dime adiós von La Maquinaria Norteña
  - Zapateando von Los Cojolites
  - Tradición, arte y pasión von Mariachi los Camperos de Nati Cano

Bestes Tropical-Latinalbum (Best Tropical Latin Album):
- Son de Panamá von Rúben Blades con Roberto Delgado & Orquesta
- nominiert waren außerdem:
  - Tributo a los compadres: no quiero llanto von El Gran Combo de Puerto Rico
  - Presente continuo von Guaco
  - Todo tiene su hora von Juan Luis Guerra 4.40
  - Que suenen los tambores von Victor Manuelle

## Amerikanische Wurzeln (American Roots)
Beste American-Roots-Darbietung (Best American Roots Performance):
- See That My Grave Is Kept Clean von Mavis Staples
- nominiert waren außerdem:
  - And Am I Born to Die von Béla Fleck & Abigail Washburn
  - Born to Play Guitar von Buddy Guy
  - City of Our Lady von den Milk Carton Kids
  - Julep von den Punch Brothers

Bestes American-Roots-Lied (Best American Roots Song):
- 24 Frames von Jason Isbell (Autor: Jason Isbell)
- nominiert waren außerdem:
  - All Night Long von den Mavericks (Autoren: Raul Malo)
  - The Cost of Living von Don Henley & Merle Haggard (Autoren: Don Henley, Stan Lynch)
  - Julep von den Punch Brothers (Autoren: Chris Eldridge, Paul Kowert, Noam Pikelny, Chris Thile, Gabe Witcher)
  - The Traveling Kind von Emmylou Harris & Rodney Crowell (Autoren: Cory Chisel, Rodney Crowell, Emmylou Harris)

Bestes Americana-Album (Best Americana Album):
- Something More Than Free von Jason Isbell
- nominiert waren außerdem:
  - The Firewatcher’s Daughter von Brandi Carlile
  - The Traveling Kind von Emmylou Harris & Rodney Crowell
  - Mono von den Mavericks
  - The Phosphorescent Blues von den Punch Brothers

Bestes Bluegrass-Album (Best Bluegrass Album):
- The Muscle Shoals Recordings von den Steeldrivers
- nominiert waren außerdem:
  - Pocket Full of Keys von Dale Ann Bradley
  - Before the Sun Goes Down von Rob Ickes & Trey Hensley
  - In Session von Doyle Lawson & Quicksilver
  - Man of Constant Sorrow von Ralph Stanley & Friends

Bestes Blues-Album (Best Blues Album):
- Born to Play Guitar von Buddy Guy
- nominiert waren außerdem:
  - Descendants of Hill Country vom Cedric Burnside Project
  - Outskirts of Love von Shemekia Copeland
  - Worthy von Bettye LaVette
  - Muddy Waters 100 von John Primer & Various Artists

Bestes Folkalbum (Best Folk Album):
- Béla Fleck and Abigail Washburn von Béla Fleck and Abigail Washburn
- nominiert waren außerdem:
  - Wood, Wire & Words von Norman Blake
  - Tomorrow Is My Turn von Rhiannon Giddens
  - Servant of Love von Patty Griffin
  - Didn’t He Ramble von Glen Hansard

Bestes Album mit Musik mit regionalen Wurzeln (Best Regional Roots Music Album):
- Go Go Juice von Jon Cleary
- nominiert waren außerdem:
  - La La La La von Natalie Ai Kamauu
  - Kawaiokalena von Kealiʻi Reichel
  - Get Ready von den Revelers
  - Generations von Windwalker and the MCW

## Reggae
Bestes Reggae-Album (Best Reggae Album):
- Strictly Roots von Morgan Heritage
- nominiert waren außerdem:
  - Branches of the Same Tree von Rocky Dawuni
  - The Cure von Jah Cure
  - Acousticalevy von Barrington Levy
  - Zion Awake von Luciano

## Weltmusik
Bestes Weltmusikalbum (Best World Music Album):
- Sings von Angélique Kidjo
- nominiert waren außerdem:
  - Gilbertos samba ao vivo von Gilberto Gil
  - Music from Inala von Ladysmith Black Mambazo with Ella Spira & the Inala Ensemble
  - Home von Anoushka Shankar
  - I Have No Everything Here vom Zomba Prison Project

## Für Kinder
Bestes Kinderalbum (Best Children's Album):
- Home von Tim Kubart
- nominiert waren außerdem:
  - ¡Come bien! Eat Right! von José-Luis Orozco
  - Dark Pie Concerns Gustafer Yellowgold
  - How Great Can This Day Be von Lori Henriques
  - Trees von Molly Ledford & Billy Kelly

## Sprache
Bestes gesprochenes Album (eingeschlossen Lyrik, Hörbücher und Storytelling) (Best Spoken Word Album - includes poetry, audio books & storytelling):
- A Full Life: Reflections at Ninety von Jimmy Carter
- nominiert waren außerdem:
  - Blood on Snow von Jo Nesbø (Hörbuch), gelesen von Patti Smith
  - Brief Encounters: Conversations, Magic Moments, and Assorted Hijinks von Dick Cavett
  - Patience and Sarah von Isabel Miller (Hörbuch), gelesen von Janis Ian & Jean Smart
  - Yes Please von Amy Poehler und anderen

## Comedy
Bestes Comedyalbum (Best Comedy Album):
- Live at Madison Square Garden von Louis C. K.
- nominiert waren außerdem:
  - Back to the Drawing Board von Lisa Lampanelli
  - Brooklyn von Wyatt Cenac
  - Happy. And a Lot. von Jay Mohr
  - Just Being Honest von Craig Ferguson

## Musical-Theater
Bestes Musical-Theater-Album (Best Musical Theater Album):
- Hamilton von der Original Broadway Cast mit Daveed Diggs, Renée Elise Goldsberry, Jonathan Groff, Christopher Jackson, Jasmine Cephas Jones, Lin-Manuel Miranda, Leslie Odom, Jr., Okieriete Onaodowan, Anthony Ramos & Phillipa Soo (Produzenten: Alex Lacamoire, Lin-Manuel Miranda, Bill Sherman, Ahmir Thompson, Tarik Trotter; Text und Musik: Lin-Manuel Miranda)
- nominiert waren außerdem:
  - An American in Paris von der Original Broadway Cast mit Leanne Cope, Max von Essen, Robert Fairchild, Jill Paice & Brandon Uranowitz (Produzenten: Rob Fisher, Scott Lehrer; Musik: George Gershwin; Text: Ira Gershwin)
  - Fun Home von der Original Broadway Cast mit Michael Cerveris, Judy Kuhn, Sydney Lucas, Beth Malone & Emily Skeggs (Produzenten: Philip Chaffin, Tommy Krasker; Musik: Jeanine Tesori; Text: Lisa Kron)
  - The King and I von der 2015 Broadway Cast mit Ruthie Ann Miles, Kelli O’Hara, Ashley Park, Conrad Ricamora & Ken Watanabe (Produzenten: David Caddick, David Lai, Ted Sperling; Musik: Richard Rodgers; Musik: Oscar Hammerstein II)
  - Something Rotten! von  der Original Broadway Cast mit Heidi Blickenstaff, Christian Borle, John Cariani, Brian d’Arcy James, Brad Oscar & Kate Reinders (Produzenten: Kurt Deutsch, Karey Kirkpatrick, Wayne Kirkpatrick, Lawrence Manchester, Kevin McCollum, Phil Reno; Text und Musik: Karey Kirkpatrick, Wayne Kirkpatrick)

## Musik für visuelle Medien (Film, Fernsehen, Videospiele usw.)
Bester zusammengestellter Soundtrack für visuelle Medien (Best Compilation Soundtrack for Visual Media):
- Glen Campbell: I’ll Be Me von verschiedenen Interpreten
- nominiert waren außerdem:
  - Empire: Season 1 von verschiedenen Interpreten
  - Fifty Shades of Grey von verschiedenen Interpreten
  - Pitch Perfect 2 von verschiedenen Interpreten
  - Selma von verschiedenen Interpreten

Bester komponierter Soundtrack für visuelle Medien (Best Score Soundtrack for Visual Media):
- Birdman von Antonio Sánchez
- nominiert waren außerdem:
  - The Imitation Game von Alexandre Desplat
  - Interstellar von Hans Zimmer
  - The Theory of Everything von Jóhann Jóhannsson
  - Whiplash von Justin Hurwitz

Bester Song geschrieben für visuelle Medien (Best Song Written for Visual Media):
- Glory von Common & John Legend (Autoren: Lonnie Lynn, Che Smith, John Stephens; Film: Selma)
- nominiert waren außerdem:
  - Earned It von The Weeknd (Autoren: Ahmad Balshe, Stephan Moccio, Jason Quenneville, Abel Tesfaye; Film: Fifty Shades of Grey)
  - Love Me like You Do von Ellie Goulding (Autoren: Savan Kotecha, Max Martin, Tove Nilsson, Ali Payami, Ilya Salmanzadeh; Film: Fifty Shades of Grey)
  - See You Again von Wiz Khalifa featuring Charlie Puth (Autoren: Andrew Cedar, Justin Franks, Charles Puth, Cameron Thomaz; Film: Fast & Furious 7)
  - Til It Happens to You von Lady Gaga (Autoren: Stefani Germanotta, Diane Warren; Film: The Hunting Ground)

## Komposition/Arrangement
Beste Instrumentalkomposition (Best Instrumental Composition):
- The Afro Latin Jazz Suite von Arturo O’Farrill and the Afro Latin Jazz Orchestra featuring Rudresh Mahanthappa (Komponist: Arturo O’Farrill)
- nominiert waren außerdem:
  - Civil War von der Bob Mintzer Big Band (Komponist: Bob Mintzer)
  - Confetti Man vom Turtle Island Quartet (Komponist: David Balakrishnan)
  - Neil von der University of North Texas One O’Clock Lab Band (Komponist: Rich DeRosa)
  - Vesper von Marshall Gilkes und der WDR Big Band (Komponist: Marshall Gilkes)

Bestes Instrumental- oder A-cappella-Arrangement (Best Arrangement, Instrumental or A Cappella):
- Dance of the Sugar Plum Fairy[2] von Pentatonix (Arrangeure: Ben Bram, Mitch Grassi, Scott Hoying, Avi Kaplan, Kirstie Maldonado, Kevin Olusola)
- nominiert waren außerdem:
  - Bruno Mars von Vocally Challenged (Arrangeure: Paul Allen, Troy Hayes, Evin Martin, J. Moss)
  - Do You Hear What I Hear? von Committed (Arrangeur: Armand Hutton)
  - Ghost of a Chance von Bob James & Nathan East (Arrangeur: Bob James)
  - You and the Night and the Music von der John Fedchock New York Big Band (Arrangeur: John Fedchock)

Bestes Arrangement von Instrumenten und Gesang (Best Arrangement, Instruments and Vocals):
- Sue (Or in a Season of Crime) von David Bowie (Arrangeurin: Maria Schneider)
- nominiert waren außerdem:
  - Be My Muse von Lorraine Feather (Arrangeur: Shelly Berg)
  - 52nd & Broadway von Patrick Williams featuring Patti Austin (Arrangeur: Patrick Williams)
  - Garota de Ipanema von Catina DeLuna featuring Otmaro Ruiz (Arrangeur: Otmaro Ruiz)
  - When I Come Home von Jimmy Greene with Javier Colon (Arrangeur: Jimmy Greene)

## Sonderausgaben
Bestes Aufnahme-Paket (Best Recording Package):
- Still the King: Celebrating the Music of Bob Wills and His Texas Playboys von Asleep at the Wheel (Künstlerische Leiter: Sarah Dodds, Shauna Dodds, Dick Reeves)
- nominiert waren außerdem:
  - Alagoas von Alagoas (Künstlerischer Leiter: Alex Trochut)
  - Bush von Snoop Dogg (Künstlerische Leiterin: Anita Marisa Boriboon)
  - How Big, How Blue, How Beautiful (Deluxe Edition) von Florence + the Machine (Künstlerischer Leiter: Brian Roettinger)
  - My Happiness von Elvis Presley (Künstlerischer Leiter: Nathanio Strimpopulos)

Beste Paket als Box oder limitierte Sonderausgabe (Best Boxed or Special Limited Edition Package):
- The Rise & Fall of Paramount Records, Volume Two (1928-32) von verschiedenen Interpreten (Künstlerische Leiter: Susan Archie, Dean Blackwood, Jack White)
- nominiert waren außerdem:
  - Beneath the Skin (Deluxe-Box-Set) von Of Monsters and Men (Künstlerischer Leiter: Leif Podhajsky)
  - I Love You, Honeybear (Limited Edition Deluxe Vinyl) von Father John Misty (Künstlerische Leiter: Sasha Barr, Josh Tillman)
  - Sticky Fingers (Super Deluxe Edition) von den Rolling Stones (Künstlerische Leiter: Stephen Kennedy, James Tilley)
  - 30 Trips Around the Sun von Grateful Dead (Künstlerische Leiter: Doran Tyson, Steve Vance)
  - What a Terrible World, What a Beautiful World (Deluxe-Box-Set) von den Decemberists (Künstlerische Leiter: Carson Ellis, Jeri Heiden, Glen Nakasako)

## Begleittexte
Bester Album-Begleittext (Best Album Notes):
- Love Has Many Faces: A Quartet, a Ballet, Waiting to Be Danced von Joni Mitchell (Verfasser: Joni Mitchell)
- nominiert waren außerdem:
  - Folksongs of Another America: Field Recordings from the Upper Midwest, 1937–1946 von verschiedenen Interpreten (Verfasser: James P. Leary)
  - Lead Belly: The Smithsonian Folkways Collection von Lead Belly (Verfasser: Jeff Place)
  - Portrait of an American Singer von Tennessee Ernie Ford (Verfasser: Ted Olson)
  - Songs of the Night: Dance Recordings, 1916–1925 von Joseph C. Smith’s Orchestra (Verfasser: Ryan Barna)

## Historisches
Bestes historisches Album (Best Historical Album):
- The Basement Tapes Complete: The Bootleg Series Vol. 11 von Bob Dylan and the Band (Produzenten der Zusammenstellung: Steve Berkowitz, Jan Haust, Jeff Rosen; Technik: Peter J. Moore)
- nominiert waren außerdem:
  - The Complete Concert by the Sea von Erroll Garner (Produzenten der Zusammenstellung: Geri Allen, Jocelyn Arem, Steve Rosenthal; Technik: Jessica Thompson)
  - Native North America (Vol. 1): Aboriginal Folk, Rock, and Country 1966–1985 von verschiedenen Interpreten (Produzent der Zusammenstellung: Kevin Howes; Technik: Greg Mindorff)
  - Parchman Farm: Photographs and Field Recordings, 1947–1959 von verschiedenen Interpreten (Produzenten der Zusammenstellung: Steven Lance Ledbetter, Nathan Salsburg; Technik: Michael Graves)
  - Songs My Mother Taught Me von Fannie Lou Hamer (Produzent der Zusammenstellung: Mark Puryear; Technik: Pete Reiniger)

## Produktion, ohne Klassik
Beste Abmischung eines Albums (Best Engineered Album):
- Sound & Color von den Alabama Shakes (Technik: Shawn Everett; Mastering: Bob Ludwig)
- nominiert waren außerdem:
  - Before This World von James Taylor (Technik: Dave O’Donnell; Mastering: Ted Jensen)
  - Currency of Man von Melody Gardot (Technik: Maxime Le Guil; Mastering: Bernie Grundman)
  - Recreational Love von The Bird and the Bee (Technik: Greg Kurstin, Alex Pasco; Mastering: Emily Lazar)
  - Wallflower von Diana Krall (Technik: Steve Price, Jochem van der Saag, Jorge Vivo; Mastering: Paul Blakemore)

Produzent des Jahres (Producer of the Year):
- Jeff Bhasker
- nominiert waren außerdem:
  - Dave Cobb
  - Diplo
  - Larry Klein
  - Blake Mills

Beste Remix-Aufnahme (Best Remixed Recording):
- Uptown Funk von Mark Ronson featuring Bruno Mars: Dave Audé Remix
- nominiert waren außerdem:
  - Berlin by Overnight von Daniel Hope: CFCF Remix
  - Hold On von JES, Shant & Clint Maximus: Fatum Remix von Bill Hamel & Chad Newbold
  - Runaway (U & I) von Galantis: Kaskade Remix von Ryan Raddon
  - Say My Name von Odesza featuring Zyra: RAC Remix von André Allen Anjos

## Produktion, Raumklang
Bestes Raumklang-Album (Best Surround Sound Album):
- Amused to Death von Roger Waters (Technik: James Guthrie, Joel Plante)
- nominiert waren außerdem:
  - Amdahl: Astrognosia & Aesop vom Norwegian Radio Orchestra unter Leitung von Ingar Heine Bergby (Technik: Morten Lindberg)
  - Magnificat von Øyvind Gimse, Anita Brevik, Nidarosdomens Jentekor & Trondheimsolistene (Technik: Morten Lindberg)
  - Schostakowitsch: 7. Sinfonie vom Russischen Nationalorchester unter Leitung von Paavo Järvi (Technik: Erdo Groot, Philip Traugott)
  - Spes von Cantus unter Leitung von Tove Ramlo-Ystad (Technik: Morten Lindberg)

## Produktion, Klassik
Beste Abmischung eines Albums (Best Engineered Album):
- Ask Your Mama vom San Francisco Ballet Orchestra unter Leitung von George Manahan (Technik: Leslie Ann Jones, John Kilgore, Nora Kroll-Rosenbaum, Justin Merrill, Patricia Sullivan)
- nominiert waren außerdem:
  - Dutilleux: Métaboles; L’Arbre des songes; Symphony no. 2 "Le Double" von Augustin Hadelich und der Seattle Symphony unter Leitung von Ludovic Morlot (Technik: Dmitriy Lipay, Alexander Lipay)
  - Monteverdi: Il ritorno d’Ulisse in patria von Jennifer Rivera, Fernando Guimarães und Boston Baroque unter Leitung von Martin Pearlman (Technik: Robert Friedrich, Michael Bishop)
  - Rachmaninow: All-Night Vigil vom Phoenix Chorale und dem Kansas City Chorale unter Leitung von Charles Bruffy (Technik: Beyong Joon Hwang, John Newton, Mark Donahue)
  - Saint-Saëns: Symphony No. 3 ‘Organ’ von der Kansas City Symphony unter Leitung von Michael Stern (Technik: Keith O. Johnston, Sean Royce Martin)

Klassikproduzent des Jahres (Producer of the Year, Classical):
- Judith Sherman
- nominiert waren außerdem:
  - Blanton Alspaugh
  - Manfred Eicher
  - Marina A. Ledin, Victor Ledin
  - Dan Merceruio

## Klassische Musik
Beste Orchesterdarbietung (Best Orchestral Performance):
- Schostakowitsch: Under Stalin’s Shadow – Symphony No. 10 vom Boston Symphony Orchestra unter Leitung von Andris Nelsons
- nominiert waren außerdem:
  - Bruckner: Symphony No. 4 vom Pittsburgh Symphony Orchestra unter Leitung von Manfred Honeck
  - Dutilleux: Métaboles; L’Arbre des songes; Symphony no. 2 ‚Le Double‘ von der Seattle Symphony unter Leitung von Ludovic Morlot
  - Spirit of the American Range von der Oregon Symphony unter Leitung von Carlos Kalmar
  - Zhou Long & Chen Yi: Symphony "Humen 1839" vom New Zealand Symphony Orchestra unter Leitung von Darrell Ang

Beste Opernaufnahme (Best Opera Recording):
- Ravel: L’enfant et les sortilèges; Shéhérazade von Isabel Leonard, dem Saito Kinen Orchestra, dem SKF Matsumoto Chorus und dem SKF Matsumoto Children’s Choir unter Leitung von Seiji Ozawa (Produzent: Dominic Fyfe)
- nominiert waren außerdem:
  - Janáček: Jenůfa von Will Hartmann, Michaela Kaune, Jennifer Larmore und Orchester und Chor der Deutschen Oper Berlin unter Leitung von Donald Runnicles (Produzentin: Magdalena Herbst)
  - Monteverdi: Il ritorno d’Ulisse in patria von Jennifer Rivera, Fernando Guimarães und Boston Baroque unter Leitung von Martin Pearlman (Produzent: Thomas C. Moore)
  - Mozart: Die Entführung aus dem Serail von Diana Damrau, Paul Schweinester, Rolando Villazón und dem Chamber Orchestra of Europe unter Leitung von Yannick Nézet-Séguin (Produzent: Sid McLauchlan)
  - Steffani: Niobe, regina di Tebe von Karina Gauvin, Philippe Jaroussky und dem Boston Early Music Festival Orchestra unter Leitung von Paul O’Dette und Stephen Stubbs (Produzentin: Renate Wolter-Seevers)

Beste Chordarbietung (Best Choral Performance):
- Rachmaninov: All-Night Vigil von Paul Davidson, Frank Fleschner, Toby Vaughn Kidd, Bryan Pinkall, Julia Scozzafava, Bryan Taylor, Joseph Warner, dem Phoenix Chorale und dem Kansas City Chorale unter Leitung von Charles Bruffy
- nominiert waren außerdem:
  - Beethoven: Missa solemnis von Anton Barachovsky, Genia Kühmeier, Elisabeth Kulman, Hanno Müller-Brachmann, Mark Padmore und dem Chor und dem Symphonieorchester des Bayerischen Rundfunks unter Leitung von Bernard Haitink und Peter Dijkstra
  - Monteverdi: Vespers of 1610 von Jeremy Budd, Grace Davidson, Ben Davies, Mark Dobell, Eamonn Dougan, Charlotte Mobbs und The Sixteen unter Leitung von Harry Christophers
  - Pablo Neruda – The Poet Sings von James K. Bass, Laura Mercado-Wright, Eric Neuville, Lauren Snouffer, Faith DeBow, Stephen Redfield und Conspirare unter Leitung von Craig Hella Johnson
  - Paulus: Far in the Heavens von Sara Fraker, Matthew Goinz, Thea Lobo, OwenMcIntosh, Kathryn Mueller, Christine Vivona, dem True Concord Orchestra und den True Concord Voices unter Leitung von Eric Holtan

Beste Kammermusik-/Kleinensembledarbietung (Best Chamber Music/Small Ensemble Performance):
- Filament von Eighth Blackbird
- nominiert waren außerdem:
  - Brahms: The Piano Trios von Tanja Tetzlaff, Christian Tetzlaff & Lars Vogt
  - Flaherty: Airdancing for Toy Piano, Piano & Electronics von Nadia Shpachenko & Genevieve Feiwen Lee
  - Render von Brad Wells & Roomful of Teeth
  - Schostakowitsch: Piano Quintet & String Quartet No. 2 vom Takács Quartet & Marc-André Hamelin

Bestes klassisches Instrumentalsolo (Best Classical Instrumental Solo):
- Dutilleux: Violin Concerto, L’Arbre des songes von Augustun Hadelich mit der Seattle Symphony unter Leitung von Ludovic Morlot
- nominiert waren außerdem:
  - Grieg & Moszkowski: Piano Concertos von Joseph Moog mit der Deutschen Radio Philharmonie Saarbrücken Kaiserslautern unter Leitung von Nicholas Milton
  - Mozart: Keyboard Music, Vol. 7 von Kristian Bezuidenhout
  - Rachmaninov Variations von Daniil Trifonov mit dem Philadelphia Orchestra
  - Rzewski: The People United Will Never Be Defeated! von Ursula Oppens mit Jerome Lowenthal

Bestes klassisches Gesangssolo (Best Classical Vocal Solo):
- Joyce & Tony – Live from Wigmore Hall von Joyce DiDonato unter Begleitung von Antonio Pappano
- nominiert waren außerdem:
  - Beethoven: An die ferne Geliebte; Haydn: English Songs; Mozart: Masonic Cantata von Mark Padmore unter Begleitung von Kristian Bezuidenhout
  - Nessun dorma – The Puccini Album von Jonas Kaufmann mit Kristīne Opolais, Antonio Pirozzi, Massimo Simeoli, dem Coro und dem Orchestra dell’Accademia Nazionale di Santa Cecilia unter Leitung von Antonio Pappano
  - Rouse: Seeing; Kabir Padavali von Talise Trevigne mit Orion Weiss und der Albany Symphony unter Leitung von David Alan Miller
  - St. Petersburg von Cecilia Bartoli mit I Barocchisti unter Leitung von Diego Fasolis

Bestes klassisches Sammelprogramm (Best Classical Compendium):
- Paulus: Three Places of Enlightenment; Veil of Tears & Grand Concerto von Nathan J. Laube und der Nashville Symphony unter Leitung von Giancarlo Guerrero (Produzent: Tim Handley)
- nominiert waren außerdem:
  - As Dreams Fall Apart – The Golden Age of Jewish Stage and Film Music (1925–1955) von der New Budapest Orpheum Society (Produzent: Jim Ginsburg)
  - Ask Your Mama vom San Francisco Ballet Orchestra unter Leitung von George Manahan (Produzentin: Judith Sherman)
  - Händel: L’Allegro, il Penseroso ed il Moderato, 1740 vom Gabrieli Consort & Players unter Leitung von Paul McCreesh (Produzent: Nicholas Parker)
  - Woman at the New Piano von Nadia Shpachenko (Produzenten: Marina A. Ledin, Victor Ledin)

Beste zeitgenössische klassische Komposition (Best Contemporary Classical Composition):
- Prayers & Remembrances von Stephen Paulus (Interpret: True Concord Voices & Orchestra unter Leitung von Eric Holtan)
- nominiert waren außerdem:
  - The Importance of Being Earnest von Gerald Barry (Interpret: Barbara Hannigan, Katalin Károlyi, Hilary Summers, Peter Tantsits und der Birmingham Contemporary Music Group unter Leitung von Thomas Adès)
  - Play von Andrew Norman (Interpret: Boston Modern Orchestra Project unter Leitung von Gil Rose)
  - Stroke von Joan Tower (Interpret: Cho-Liang Lin und die Nashville Symphony unter Leitung von Giancarlo Guerrero)
  - Anthracite Fields von Julia Wolfe (Interpret: The Choir of Trinity Wall Street & Bang on a Can All-Stars unter Leitung von Julian Wachner)

## Musikvideo / -film
Bestes Musikvideo (Best Music Video):
- Bad Blood von Taylor Swift featuring Kendrick Lamar (Regie: Joseph Kahn; Produzent: Ron Morhoff)
- nominiert waren außerdem:
  - LSD von ASAP Rocky (Regie: Dexter Navy; Produzent: Shin Nishigaki)
  - I Feel Love (Every Million Miles) von The Dead Weather (Regie: Cooper Roberts, Ian Schwartz; Produzenten: Candice Dragonas, Nathan Scherrer)
  - Alright von Kendrick Lamar (Regie: The Little Homies, Colin Tilley; Produzenten: Brandon Bonfiglio, Dave Free, Andrew Lerios, Luga Podesta)
  - Freedom von Pharrell Williams (Regie: Paul Hunter; Produzenten: Candice Dragonas, Nathan Scherrer)

Bester Musikfilm (Best Music Film):
- Amy von Amy Winehouse (Regie: Asif Kapadia; Produzent: James Gay-Rees)
- nominiert waren außerdem:
  - Mr. Dynamite: The Rise of James Brown von James Brown (Regie: Alex Gibney; Produzenten: Peter Afterman, Blair Foster, Mick Jagger, Victoria Pearman)
  - Sonic Highways von den Foo Fighters (Regie: Dave Grohl; Produzenten: John Cutcliffe, John Silva, Gaby Skolnek, Kristen Welsh)
  - What Happened, Miss Simone? von Nina Simone (Regie: Liz Garbus; Produzenten: Liz Garbus, Amy Hobby, Jayson Jackson, Justin Wilkes)
  - The Wall Live von Roger Waters (Regie: Sean Evans, Roger Waters; Produzenten: Clare Spencer, Roger Waters)